# Дело Верещагина и Мешкова
Дело Верещагина и Мешкова — судебный процесс во время Отечественной войны 1812 года и внесудебная расправа над сыном купца второй гильдии Верещагиным Михаилом Николаевичем (профессиональным переводчиком, знавшим три иностранных языка) и губернским секретарём Мешковым Петром Алексеевичем. Состав преступления заключался в том, что Верещагин перевёл речи императора Наполеона к князьям Рейнского Союза и к королю Прусскому в Дрезден из иностранных газет («Journal du Département des Bouches de l’Elbe, oder: Staats- und gelehrte Zeitung des Hamburgischen unparteyischen Correspondenten»), не пропущенных цензурой к распространению на территории Российской империи, а его соучастник — переписал эти переводы. Скоропалительный характер расследования, несоответствие установленной меры вины подозреваемого Верещагина жесточайшей мере наказания этого преступления от имени государства, наложенной единолично графом Ростопчиным, — всё это вызывало споры и осуждения не только со стороны императора России Александра I, но и историков на протяжении всего XIX столетия. Юридически данная коллизия в судебной практике Российской империи разрешена не была, и официального осуждения (то есть юридической реабилитации Верещагина) не проводилось. Советская юриспруденция данный факт из-за идеологических причин также не рассматривала.

## Содержание речи и писем
Содержание текстов прокламаций приведено в статье о М. Н. Верещагине.
После того, как эти тексты были обнаружены полицией в списках у некоторых жителей Москвы, по указанию Военного Губернатора, управлявшего гражданской частью в Москве и её Губернии, генерала от инфантерии и обер-камергера графа Ростопчина, были приняты меры по розыску автора этих сочинений. Благодаря усилиям квартального надзирателя А. П. Спиридонова, получившего в качестве награды золотые часы, Верещагин был арестован.

## Следствие
26 июня Егор Александрович Дурасов провёл первый допрос. Выяснилось, что в деле замешан почт-директор Фёдор Петрович Ключарёв (Ключарёв был из обер-офицерских детей, начал службу копиистом в конторе Берг-коллегии, с 1801 года — московский почт-директор, действительный статский советник, масон, дружил с профессором Московского университета И. Г. Шварцем и с Н. И. Новиковым. С 1781 года — Мастер стула в ложе «Святого Моисея», с 1782 года — один из пяти членов директории восьмой провинции (то есть России). Был близок с М. М. Сперанским, общался с Н. М. Карамзиным и И. И. Дмитриевым, дружил с А. Б. Болотовым). На допросе у Дурасова Верещагин письменно показывал, что он, шедши с Лубянки на Кузнецкий мост против французских лавок, поднял печатный лист или газету на немецком языке и перевёл этот текст на русский.
По версии следствия, 17 июня 1812 года Верещагин в своём доме у себя в комнате после обеда, взяв четверть листа бумаги, письменно на память воспроизвёл речь Наполеона и письмо к королю Прусскому в Дрезден. В тот же день Верещагин прочитал тексты своей мачехе, сказав ей при этом: «Вот что пишет злодей француз». В ответ она выразила своё негодование. На другой день утром отец Верещагина прислал к нему девушку Дарью, чтобы получить через неё эти сочинения.

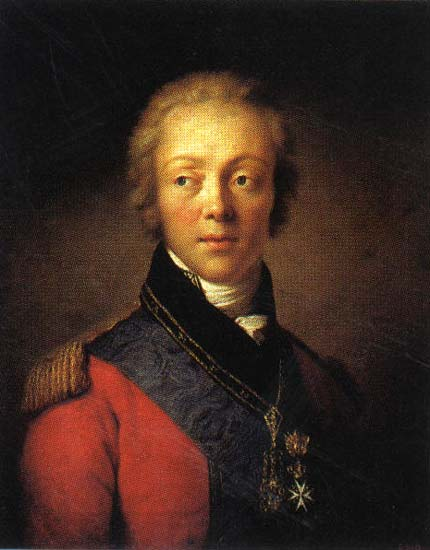
Главнокомандующий г. Москвы граф Ф. Ростопчин. Портрет кисти художника Тончи

За обедом, на вопрос отца, откуда у него эта речь, Верещагин ответил, что получил её от сына почт-директора Ключарёва. Позже от этого утверждения подследственный отказался, доказывая своё авторство этим документам. Вечером, когда отец Верещагина ушёл по своим делам, Михаил взял листки и отправился в город в кофейную, служившую своего рода салоном для встреч, находившуюся в доме Плотникова и содержал которую турок с русским именем Фёдор Андреев. Встретив там отставного губернского секретаря Мешкова, Верещагин ознакомил его с текстами, сказав при этом, что они переведены из гамбургских газет, которые ему довелось прочитать на почтамте от сына почт-директора Ключарёва. На просьбу Мешкова дать переписать ему этот текст, Верещагин ответил отрицательно, аргументируя тем, что кофейня — не место для переписывания. После этого они отправились на съёмную квартиру губернского секретаря Мешкова. Верещагин отдал речи Мешкову, который тут же их переписал. После ухода Верещагина на квартиру пришёл хозяин дома — Савва Васильевич Смирнов, который, в свою очередь, переписал речи Наполеона для себя.
Из показании Мешкова: «Встретившись в кофейной с Верещагиным, он спросил Мешкова, не слышал ли он о каких-либо новостях, на что Мешков ответил отрицательно, тогда Верещагин вынул из бокового кармана своего фрака какую-то бумагу, неизвестно кем написанную на полулисте синей бумаги. Мешков хотел прочесть бумагу, но Верещагин сам стал зачитывать её. Уже на квартире Мешкова на его вопрос, откуда взята эта речь, Верещагин ответил, что перевел её из гамбургских газет, полученных от сына почт-директора почтамта».
Купец Николай Верещагин показывал, что, когда он возвратился домой, то, как обычно, он вошёл в свой кабинет, где жена его, Анна Алексеевна, сказала, что их сын (приходившийся ей пасынком) читал ей при дочери Наталье записку, по его словам, выписанную из немецких газет.
28 июня Дурасов вместе с подследственным Верещагиным посетили московский почтамт, где последний имел беседу наедине с Ф. П. Ключарёвым, который 29 июня написал Ростопчину следующее:

…как оклеветан был тут сын мой, Императорского Московского университета студент, будто он знаком с преступником и давал ему гамбургские газеты, от публики удержанные, то по двум сим обстоятельствам не мог я не принять важного для меня участвования и спокойно при г. полицмейстере опровергал и то и другое, основываясь на том, что сын мой далёк по воспитанию и нравам… от подобных знакомств. Также и потому, что ни в выданных, ни в прочих газетах ничего даже подобного не было… Преступник сам испросил дозволения у г. полицмейстера говорить со мною и в две минуты признался, что он оклеветал моего сына и других. Тогда же призвал я г. полицмейстера, при коем Верещагин то же повторил и признался, что сам сочинил гнусную прокламацию… О ходатайстве просил он меня весьма нелепо, ибо мог ли я ему покровительствовать! Говорил же я с ним убедительно при полицмейстере, склоняя его к признанию во всём пред вашим сиятельством.— Ключарёв-Ростопчину. 29 июня 1812 года // Дубровин Н. Ф. Отечественная война в письмах современников. С. 37. Цитируется по: В. Н. Земцов. Ук.соч. С. 175"
После беседы Верещагина с Ключарёвым наедине Ростопчин немедленно отстранил Дурасова от расследования, перепоручив его обер-полицмейстеру Петру Алексеевичу Ивашкину, а подследственный резко изменил свои показания, упорно утверждая, что он оговорил Михаила Ключарёва — сына почт-директора и является автором этих текстов. 28 июня Ростопчин лично допрашивал обвиняемого в своём доме на Лубянке. На следующий день Ивашкин произвёл в доме Верещагиных обыск, во время которого Михаил Верещагин, присутствовавший на процедуре обыска, шепнул свой мачехе Анне Алексеевне о том, чтобы они не боялись, так как Фёдор Петрович (то есть Ключарёв) вступится за него. Это обстоятельство усложнило положение Ключарёва и вдохновило Ростопчина (ещё задолго до 1812 года он составил знаменитую «Записку о мартинистах» и представил её великой княгине Екатерине Павловне, что фактически обусловило его назначение на пост генерал-губернатора Москвы).
30 июня Ростопчин впервые письменно уведомил императора:

Вы увидите, государь, из моего донесения министру полиции, какого изверга откопал я здесь— Кизивиттер А. А. Исторические силуэты. Ростов-на Дону, 1997 г. Цит по : Земцов В. Н. Ук. соч. С. 175—176
После кратких сведений о Верещагине, которого, по его мнению, воспитали масоны и мартинисты, Ростопчин обратился к личности почт-директора

Образ действий Ключарёва во время розысков на почте, его беседа с преступником с глазу на глаз, данное ему обещание покровительствовать и пр. — всё это должно убедить вас государь, что мартинисты суть открытые враги ваши и что вам препятствовали обратить на них внимание. Дай Бог, чтобы здесь не произошло движения в народе; но наперёд говорю, что лицемеры-мартинисты обличаются и заявят себя злодеями— Земцов В. Н. Ук. соч. там же
3 июля 1812 года «Московские ведомости» публикуют тексты письма Наполеона к прусскому королю и его речь к князьям Рейнского союза, сопроводив их информацией о «сочинителе»

Он есть сын московского второй гильдии купца Верещагина, воспитанный и развращённый трактирною беседою— А.И. Попов. Москва в 1812 году. Цит. по В.Н. Земцов. Ук. соч. с.176
4 июля Ростопчин писал министру полиции Балашову:

По делу купца Верещагина ничего другого не открывается, как то, что он настоятельно утверждает быть сочинитель сообщённой от меня к вам бумаги. Отец его, гость, бывший за столом, и сам Верещагин объявляют, что Ф. П. Ключарёв обещал ему покровительство и что молодой Верещагин имел знакомство в почтамте— Ростопчин-Балашову. 4 июля 1812 г. // Дубровин Н. Ф. Отечественная война в письмах современников. С. 40—41. Цит. по: В. Н. Земцов. Ук. соч. с. 176
4 июля Ростопчин, предполагая, что трое из московских сенаторов принадлежали к обществу мартинистов (И. В. Лопухин, П. С. Рунич, П. И. Голенищев-Кутузов), предложил императору пойти на нарушение существующего тогда закона:

Этот Верещагин, сын купца 2-й гильдии и записан вместе с ним, поэтому изъят от телесных наказаний. Его дело не может долго продолжаться в судах; но оно должно поступить в Сенат и тогда затянется надолго. Между тем надо спешить произведением в исполнение приговора, в виду важности преступления, колебаний в народе и сомнений в обществе. Я осмелюсь предложить Вашему императорскому Величеству согласить правосудие с Вашею милостию: прислать мне указ, чтобы Верещагина повесить, возвесть на виселицу и потом сослать в Сибирь в каторжную работу. Я придам самый торжественный вид этой экзекуции и никто не будет знать о помиловании до тех пор, пока я не произнесу его— Попов А.Н. Дело Верещагина в Сенате. С. 4. Цит по: В. Н. Земцов. Ук. соч. С. 177
6 июля в Комитете министров было заслушано дело Верещагина и Ростопчину было предложено:

… суд над Верещагиным … кончить во всех местах без очереди и, не приводя окончательного решения в исполнение, представили б оное к министру юстиции для доклада Его Императорскому Величеству. Верещагина же содержать между тем под наикрепчайшим присмотром— Н.И. Салтыков-Ростопчину. 6 июля 1812 г.//Дуброви Н. Ф. Ук. соч. С. 46. Цит по: В. Н. Земцов. Ук. соч. с. 177
В период своего недельного пребывания в Москве с 11 июля Александр I, по свидетельству Ростопчина, от обсуждения темы по делу Верещагина уклонился.
15 июля общее присутствие московского магистрата совместно с надворным судом пришло к мнению сослать Верещагина на каторгу в Нерчинск, а секретаря Мешкова, лишив дворянства, отослать в военную службу.
20 июля (подписано было 25 июля) это мнение было подтверждено определением 1-го департамента московской палаты уголовного суда, но с важной поправкой, что Верещагина следовало бы казнить смертью, но, учитывая указ 1754 года, наказать кнутом, но учитывая, что он купеческий сын — отослать на каторгу в Нерчинск.
23 июля Ростопчин в своём письме министру полиции Балашову среди прочего отписал о слухах, появившихся в городе о тайной встрече министра полиции Балашова с московским почт-директором Ключарёвым.
Желая ужесточить приговор и привлечь к делу московских мартинистов, Ростопчин 1 августа подаёт рапорт в 6-й департамент Сената, где он указал, что:

находит преступление Верещагина самоважное и в том случае, если бы он единственно перевёл Прокламацию и речь Наполеона; но как он есть сочинитель сей дерзкой бумаги, и писал её именем врага России…. то его следовало наказать кнутом и сослать в Нерчинск в работу— Шереметьевский П. В. Дело о Верещагине и Мешкове // ЧОИДР. Кн. 4. 1866. С. 231—247. Цит по: В. Н. Земцов. Ук. соч. с. 180
К рапорту Ростопчина было приложено «мнение главнокомандующего в Москве». В нём говорилось, что

Верещагин первоначально при допросе упорно стоял на том, что речь и письмо Наполеона он перевёл из немецкой газеты, сказывая сперва, что её поднял близ Кузнецкого моста, потом, что получил от сына Ключарёва, а наконец — от одного почтамтского чиновника в газетной, где будто её переводил. Поэтому, как говорилось далее, московский главнокомандующий, принимая в соображение вышеприведённое указание Верещагина, посылал его из своего дома с полицмейстером полковником Дурасовым в почтамт для отыскания там того, кто Верещагину, по словам его, дал газету. Далее Ростопчин изложил обстоятельства происшествия в почтамте, указав, что почт-директор был с Верещагиным в отдельной комнате довольно долго наедине, и что впоследствии, уже при обыске в доме Верещагина, подследственный сказал мачехе о том, что Ф. П. Ключарёв обещал за него заступиться— В. Н. Земцов. Ук. соч. там же
В период июля-августа 1812 года Ростопчин начал кампанию по поиску паникёров, врагов Отечества. Обращаясь к Александру I, он проинформировал его о циркулировавших в Москве тогда слухах, будто гибель России является Божьим наказанием за кончину Павла I-го. 6 августа Ростопчин писал Александру I:

Я не сомневаюсь, что сочинителей этой бессовестной молвы суть Лопухин, Ключарёв, Кутузов и Лубяновский— В. Н. Земцов. Ук. соч. с. 184
Александр I оставил это обращение без ответа. В связи с появлениями новых текстов в Москве, около полуночи 10 августа Ростопчин вместе с Ивашкиным в сопровождении полицейских прибыл в почтамт, где были опечатаны все бумаги почт-директора, а сам он вместе с супругой был выслан в Воронежскую губернию.
19 августа 1812 года Сенат дал своё определение по делу Верещагина: бить кнутом 25 раз и подвергнуть ссылке на каторгу в Нерчинск.

## Итоги расследования

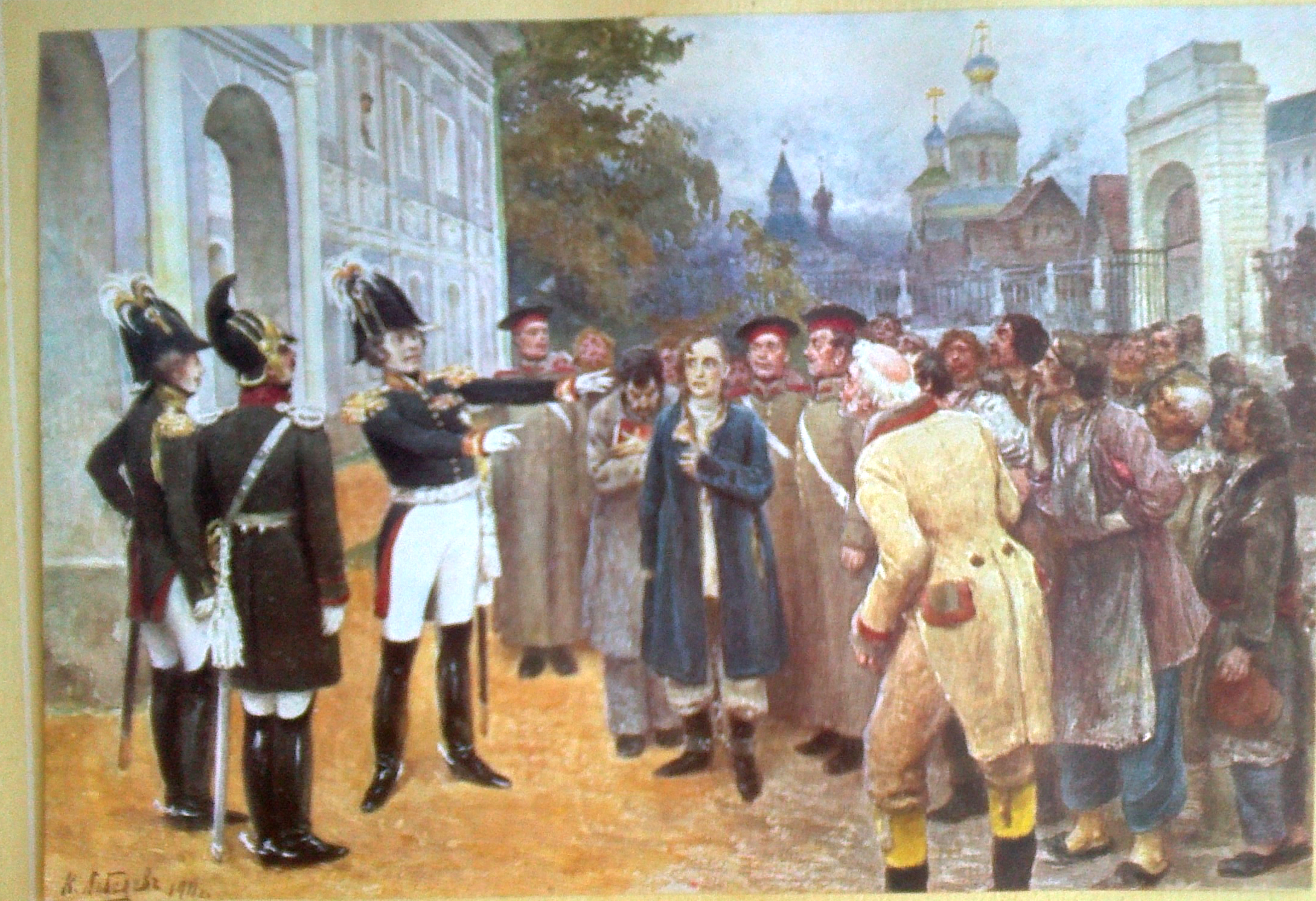
Репродукция картины «Смерть Верещагина» в издании «Отечественная война 1812 года и русское общество», том 7 (1912 год)

30 августа Ростопчин призывал в одной из своих «афишек» люд Москвы прийти на «Три горы» (район нынешней улицы Трёхгорный Вал):

Москва наша мать. Она вас поила, кормила и богатила. Я вас призываю именем Божией матери на защиту храмов господних, Москвы, земли Русской. Вооружитесь, кто чем может, и конные, и пешие; возьмите только на три дни хлеба; идите со крестом: возьмите хоругви из церквей и с сим знамением собирайтесь тотчас на Трёх горах; я буду с вами, и вместе истребим злодея. Слава в вышних, кто не отстанет! Вечная память, кто жертвой ляжет! Горе на страшном суде, кто отговариваться станет! Граф Ростопчин. 30 августа.— В. Н. Земцов. Ук. соч. С. 191
 31 августа граф Ростопчин в объявленное время на «Трёх горах» так и не появился. Около 10 часов утра 2 сентября 1812 года граф Ростопчин уже готов был покинуть город, но ему было доложено о скоплении во дворе его дворца на Лубянке (ныне ул. Б. Лубянка, 14) множества людей, тщетно прождавших своего главнокомандующего накануне в течение всего дня 31 августа на «Трёх горах» и возмущённых фактом оставления властями столицы.
Ростопчин дал указание своим ординарцам драгунам офицеру А. Г. Гаврилову и вахмистру П. Бурдаеву доставить Верещагина и арестованного француза — учителя фехтования Мутона — во дворец. Выбежав на балкон 2-го этажа, Ростопчин прокричал:

Подождите, братцы: мне надобно ещё управиться с изменником!— В. Н. Земцов. Ук. соч. Стр. 188
Выйдя на крыльцо, Ростопчин спустился во двор. Двое драгун сопровождали Верещагина и француза Мутона. Ростопчин схватил Верещагина за руку и закричал народу:

«Вот изменник! От него погибает Москва». Несчастный Верещагин успел сказать: «Грех Вашему сиятельству будет», как Растопчин махнул рукой и закричал: «Руби»— В. Н. Земцов. Ук. соч. С. 189
 Гаврилов первый нанёс удар Верещагину по лицу, вслед за ним ударил Бурдаев. Ростопчин сразу обратился к Мутону:

Дарую вам жизнь, ступайте к своим и скажите им, что негодяй, которого я только что наказал, был единственным русским, изменившим своему Отечеству.— В. Н. Земцов. Ук. соч. С. 189
 По знаку главнокомандующего толпа расступилась, и Мутон бросился бежать. Ростопчин со свитой вернулся в дом и немедленно, через задний двор сев в дрожки, покинул Москву. А толпа под крики и улюлюканье потащила тело Верещагина по Кузнецкому мосту, где находились лавки иностранцев, затем повернула на Петровку, свернула в Столешников переулок и выплеснулась на Тверскую прямо напротив официальной резиденции генерал-губернатора, а далее вниз по Тверской, к базару возле кремлёвских стен.

## Версии захоронения Верещагина
- труп Верещагина долго находился на Тверской улице;
- тело было захоронено французами;
- Верещагин был захоронен близ церкви Воскресенья Словущего на Успенском Вражке (Брюсов пер., 15/2);
- Верещагин был захоронен близ церкви Софии Премудрости Божией у Пушечного двора на Лубянке (Пушечная ул., 15)[2]

## Послевоенные итоги
Ф. П. Ключарёв был сослан Ростопчиным с супругой под Воронеж (министр внутренних дел О. П. Козодавлев и министр полиции А. Д. Балашов были поражены самоуправством Ростопчина, отправившего в ссылку чиновника с генеральским званием). Жалованье с 1812 года ему было возвращено, а дело закрыто. 22 августа 1816 года был произведён в тайные советники. Умер в 1822 году, оставив после себя большие долги. Несмотря на смерть Верещагина, дело в отношении его и Мешкова долго не было закрыто. 24 февраля 1813 г. шестой департамент Сената приговорил Верещагина к ударам кнутом и каторге. В 1814 году на рапорте о Мешкове Александр I собственноручно написал: «Мешкова простить». Указ Сената по этому рапорту состоялся только 31 мая 1816 года, а дело было закрыто 25 ноября 1816 года.
Во время посещения Москвы Александром I в 1816 году государь пригласил Николая Гавриловича Верещагина к себе и беседовал с ним. На следующий день Император послал Верещагину бриллиантовый перстень и приказал выдать ему 20 000 рублей.
Из письма Александра I, определявшим мнение к недавним действиям Ростопчина:

Я был бы вполне доволен вашим образом действий при этих весьма затруднительных обстоятельствах, если бы не дело Верещагина, или, лучше сказать, не окончание этого дела. Я слишком правдив, чтобы говорить с вами иначе, как с полной откровенностью. Его казнь была не нужна, в особенности её не следовало производить подобным образом. Повесить или расстрелять было бы лучше— В. Н. Земцов. Ук. соч. С. 193
Среди многочисленных свидетелей убийства Верещагина оказался исторический и портретный живописец Николай Иванович Тончи (Сальватор Тончи, 1756—1844), проживавший в доме Ростопчина. Сцена расправы произвела на художника столь сильное впечатление, что он вскоре оказался на грани помешательства и попытался (уже во Владимире) зарезаться бритвой.
По свидетельству П. А. Вяземского о Ростопчине:

"…смерть Верещагина осталась тёмным пятном в памяти его; но она не легла неизгладимым и неискупным грехом на совести его. Ни в письмах его, ни, сколько мне известно, в самых потаённых разговорах его с приближёнными ему людьми…нигде не отозвалась трагическая нота, которая звучала бы угрызением совести и раскаяния— Вяземский П.А. Характеристические заметки и воспоминания о графе Ростопчине//Российский Архив, 1877. Кн. 2, Вып. 4, С. 75. Цитируется по: В. Н. Земцов. Ук. соч. С. 162—206

## Отражение в литературе
- Эпизод убийства Верещагина подробно описан в романе Л. Н. Толстого «Война и мир».